# Trogtalita
La trogtalita és un mineral de la classe dels sulfurs que pertany al grup de la pirita. Rep el nom de les pedreres de Trogtal, a Alemanya, la seva localitat tipus.

## Característiques
La trogtalita és un sulfur de fórmula química CoSe₂. Es tracta d'una espècie aprovada per l'Associació Mineralògica Internacional, i publicada per primera vegada el 1955. La seva duresa a l'escala de Mohs es troba entre 4,5 i 5,5.
Segons la classificació de Nickel-Strunz, la trogtalita pertany a «02.EA: Sulfurs metàl·lics, M:S = 1:2, amb Fe, Co, Ni, PGE, etc.» juntament amb els següents minerals: aurostibita, bambollaïta, cattierita, erlichmanita, fukuchilita, geversita, hauerita, insizwaïta, krutaïta, laurita, penroseïta, pirita, sperrylita, vaesita, villamaninita, dzharkenita, gaotaiïta, al·loclasita, costibita, ferroselita, frohbergita, glaucodot, kullerudita, marcassita, mattagamita, paracostibita, pararammelsbergita, oenita, anduoïta, clinosafflorita, löllingita, nisbita, omeiïta, paxita, rammelsbergita, safflorita, seinäjokita, arsenopirita, gudmundita, osarsita, ruarsita, cobaltita, gersdorffita, hol·lingworthita, irarsita, jol·liffeïta, krutovita, maslovita, michenerita, padmaïta, platarsita, testibiopal·ladita, tolovkita, ullmannita, wil·lyamita, changchengita, mayingita, hollingsworthita, kalungaïta, milotaïta, urvantsevita i reniïta.

## Formació i jaciments
Va ser descoberta a les pedreres de Trogtal, a la localitat de Langelsheim, a la Baixa Saxònia (Alemanya). També ha estat descrita en altres indrets d'Alemanya, la República Txeca, la República Democràtica del Congo, Bolívia i l'Argentina.